# 博格丹
博格丹或博赫丹（ 西里爾字母：Богдан，羅馬化：Bogdan / Bohdan）是一个斯拉夫男性名字，出现在所有斯拉夫人國家以及羅馬尼亞和摩尔多瓦。它源于斯拉夫语族单词Bog（博格）/ Boh（博赫；Бог），意为“上帝”，以及dan（丹；дан），意为“给予”。该名字似乎是早期借用希腊语狄奧多（狄奧多圖斯、西奧多羅斯）或希伯来语馬修的名字，含义相同。 这个名字在匈牙利也用作姓氏。博格丹娜（或博赫丹娜）是该名字的女性版本。

## 備注
1. ↑  兩者分別爲俄語和烏克蘭語羅馬化